# Molkom
Molkom è un'area urbana della Svezia situata nel comune di Karlstad, contea di Västra Götaland.
La popolazione rilevata nel censimento 2010 era di 1 863 abitanti .